# Warton (Northumberland)
Warton – przysiółek w Anglii, w Northumberland, w dystrykcie (unitary authority) Northumberland, w civil parish Snitter. Leży 21.7 km od miasta Alnwick, 45.1 km od miasta Newcastle upon Tyne i 441.4 km od Londynu. W 1951 roku civil parish liczyła 25 mieszkańców.